# Demon Diary

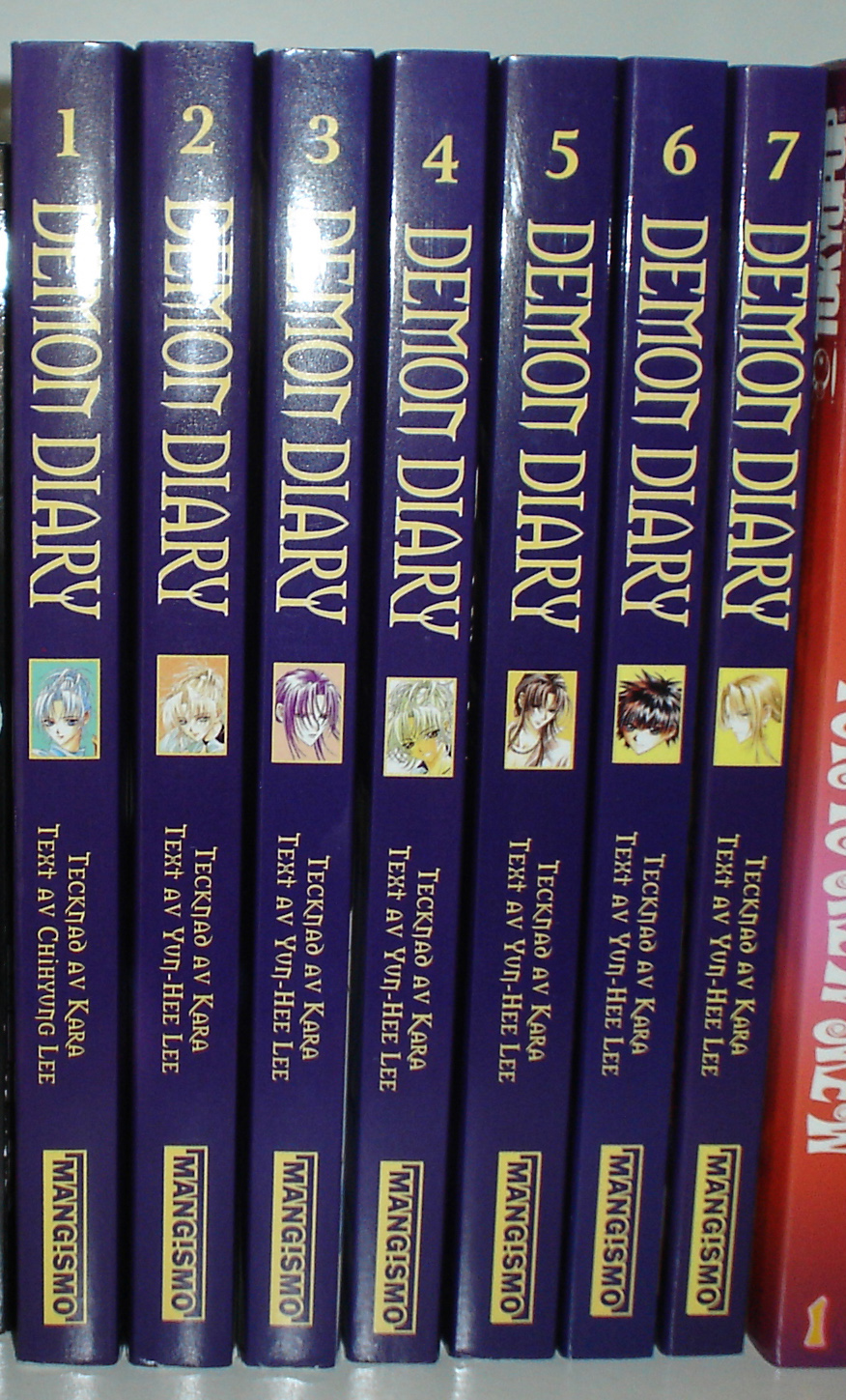
Demon Diary, svenska utgåvan

Demon Diary är en serie fantasy-manhwa med komiska inslag. Den första volymen skrevs av skoleleven Chihyung Lee, som dock fick avsluta sitt skrivande när denne började studera på högre nivå. Eftersom serien ansågs ha en sådan stor potential tog Yun Hee Lee över skrivandet på berättelsen. Kara är pseudonymet för de två kvinnor, Yoo-Gyeong Kim och Eun-Sook Jeong, som tillsammans illustrerat alla de 7 volymerna. Böckerna publicerades på svenska 2005-2006 i översättning av Ingemar Bengtsson på förlag Mangismo. Till skillnad från "vanlig" manga läses manhwa från vänster till höger.
Demon Diary har gjort succé i både Sydkorea, USA och Tyskland.

## Handling
I berättelsens fiktiva värld är det krig mellan gudar och demoner. Pojken Raenef blir till sin stora förvåning utpekad som arvtagare till den gamle demonherren. Något tyder på att det är han som ska återupprätta harmonin mellan gudar och demoner. Den fruktade demonen Eclipse ska vara Raenefs läromästare och inviga honom i en demonherres plikter. Det stora problemet är att demonherrar av tradition ska vara onda, och Raenef är genomsnäll av naturen.